# Heteropoda mediocris
Heteropoda mediocris är en spindelart som beskrevs av Simon 1880. Heteropoda mediocris ingår i släktet Heteropoda och familjen jättekrabbspindlar. Inga underarter finns listade i Catalogue of Life.